# 河南广播电视台音乐广播
河南广播电视台音乐广播，简称河南音乐广播，开播于2003年，是河南广播电视台一套以音乐为主的广播频率。该频率通过调频及互联网，覆盖河南全省各主要城市。河南音乐广播主要播出上世纪80、90年代的华语流行金曲，偶尔也会播放00年代甚至10年代的歌曲，相对于以年轻受众为主的河南影视广播而言，该频率听众以35岁以上的中年、老年人为主。